# Tony Bombardieri
Tony Bombardieri (née le 14 avril 1978 à Bergame en Lombardie), est une patineuse artistique italienne. Elle est double championne d'Italie en 1997 et 1998.

## Biographie

### Carrière sportive
Durant sa carrière sportive, Tony Bombardieri a obtenu deux titres seniors en 1997 et 1998. Elle patinait à l'époque pour obtenir la médaille d'or nationale face à des patineuses comme Silvia Fontana ou Vanessa Giunchi.
Sur le plan international, elle a participé à trois championnats d'Europe, deux championnats du monde et aux Jeux olympiques d'hiver de 1998 à Nagano.
Elle quitte le patinage amateur en 1998.

## Palmarès
| Compétition             | 1995    | 1996    | 1997    | 1998    |  |  |  |  |  |  |  |  |  |  |
| Jeux olympiques d'hiver |         |         |         | 27e     |  |  |  |  |  |  |  |  |  |  |
| Championnats du monde   | 21e     |         | 26e     |         |  |  |  |  |  |  |  |  |  |  |
| Championnats d’Europe   | 14e     |         | 22e     | 15e     |  |  |  |  |  |  |  |  |  |  |
| Championnats d'Italie   |         |         | 1re     | 1re     |  |  |  |  |  |  |  |  |  |  |
|                         |         |         |         |         |  |  |  |  |  |  |  |  |  |  |
| Grand Prix ISU          | 1994/95 | 1995/96 | 1996/97 | 1997/98 |  |  |  |  |  |  |  |  |  |  |
| Skate America           |         |         |         | 10e     |  |  |  |  |  |  |  |  |  |  |
| Trophée de France       |         |         | 10e     |         |  |  |  |  |  |  |  |  |  |  |
|                         |         |         |         |         |  |  |  |  |  |  |  |  |  |  |